# Argiope mascordi
Espèce
Argiope mascordi est une espèce d'araignées aranéomorphes de la famille des Araneidae.

## Distribution
Cette espèce est endémique du Queensland en Australie. Elle se rencontre dans l'Extrême nord du Queensland vers le mont Garnet.

## Description
La femelle holotype mesure 9,5 mm.
La femelle de cette espèce est moins grande et moins colorée que chez d'autres Argiope.

## Étymologie
Cette espèce est nommée en l'honneur de Ramon Mascord.

## Publication originale
- Levi, 1983 : The orb-weaver genera Argiope, Gea, and Neogea from the western Pacific region (Araneae: Araneidae, Argiopinae). Bulletin of the Museum of Comparative Zoology, vol. 150, p. 247-338 (texte intégral).